# DKW F 11/F 12
DKW F 11 und DKW F 12 waren Kleinwagen mit Vorderradantrieb der Auto Union GmbH.

## Modellgeschichte

### Allgemeines
Der DKW F12 trat im Januar 1963 die Nachfolge des DKW Junior an. Tatsächlich handelte es sich um einen weiterentwickelten Junior de Luxe. Der DKW Junior war zeitweise noch der meistverkaufte Kleinwagen in der Bundesrepublik Deutschland gewesen, und mit weiterentwickelten F 12 und dem neuen Typ DKW F102 stellte die Auto Union ein weiteres Mal neuentwickelte Zweitakt-Typen vor.
Anfang der 1960er-Jahre zeigte sich jedoch immer deutlicher, dass mit den relativ teuren Zweitaktwagen kaum neue Käuferschichten erschlossen werden konnten. Der Absatz des größeren F 102, der im Frühjahr 1964 in Serie ging, blieb weit hinter den Erwartungen zurück. Dies betraf auch die F12-Modelle: Auch mit großzügigen Preisnachlässen der Auto Union für den F12 bzw. F11 erreichten diese Modelle nicht mehr die Popularität, die der Junior noch genoss. Durch das beharrliche Festhalten an der traditionellen Zweitakt-Technologie hatte sich die Auto Union am Markt isoliert.

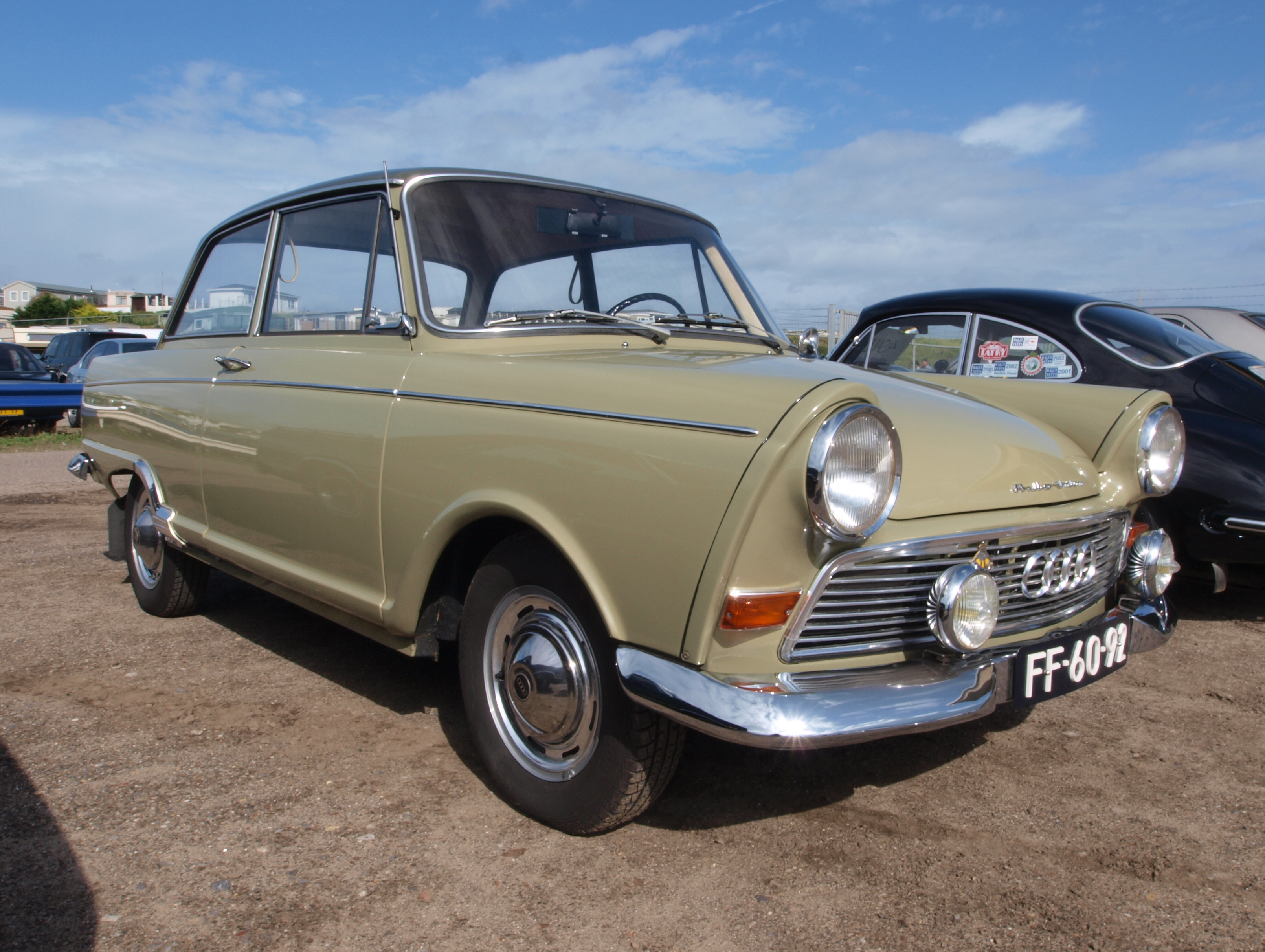
DKW F 12
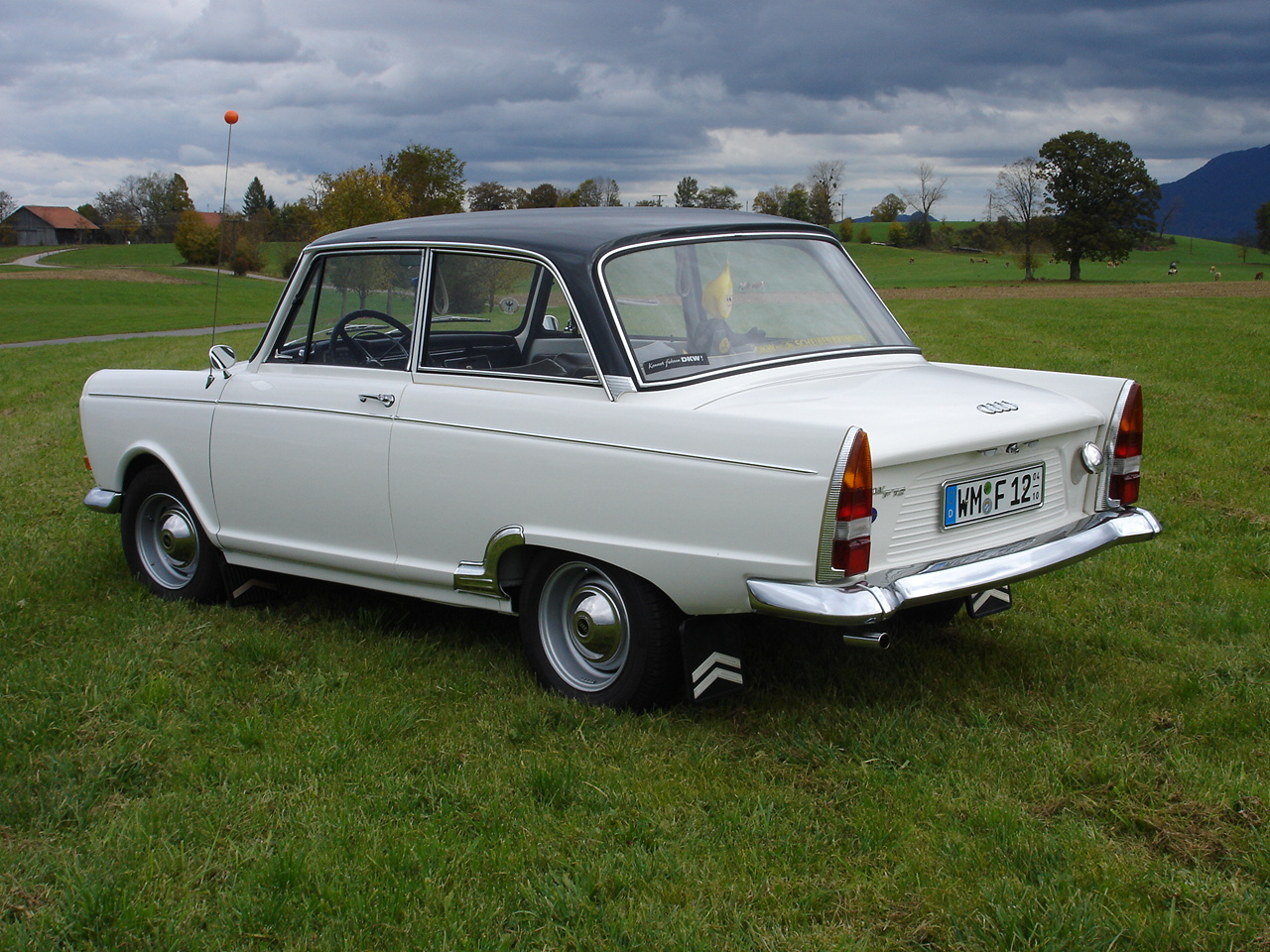
DKW F 12
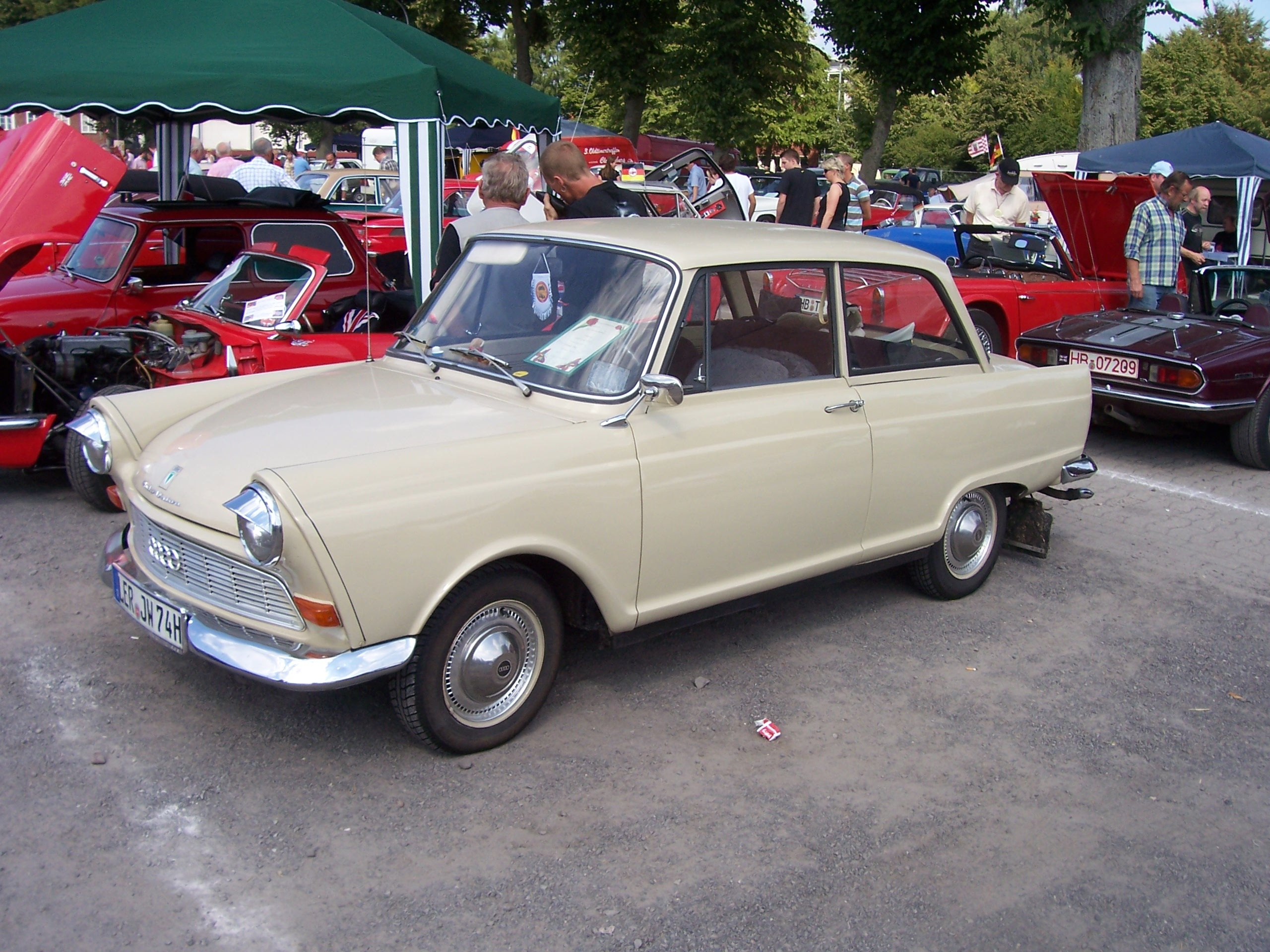
DKW F 11
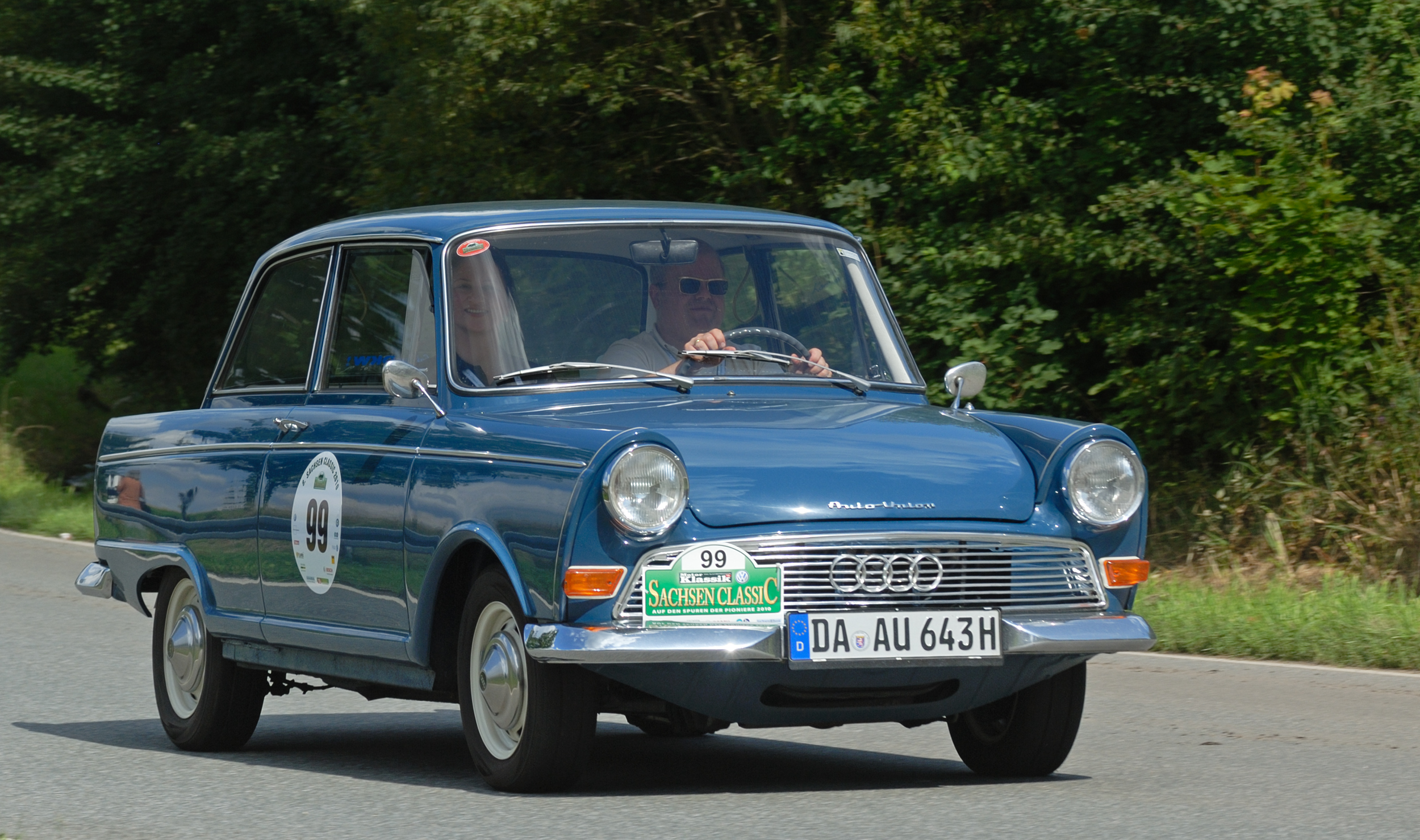
Saxony Classic Rallye 2010
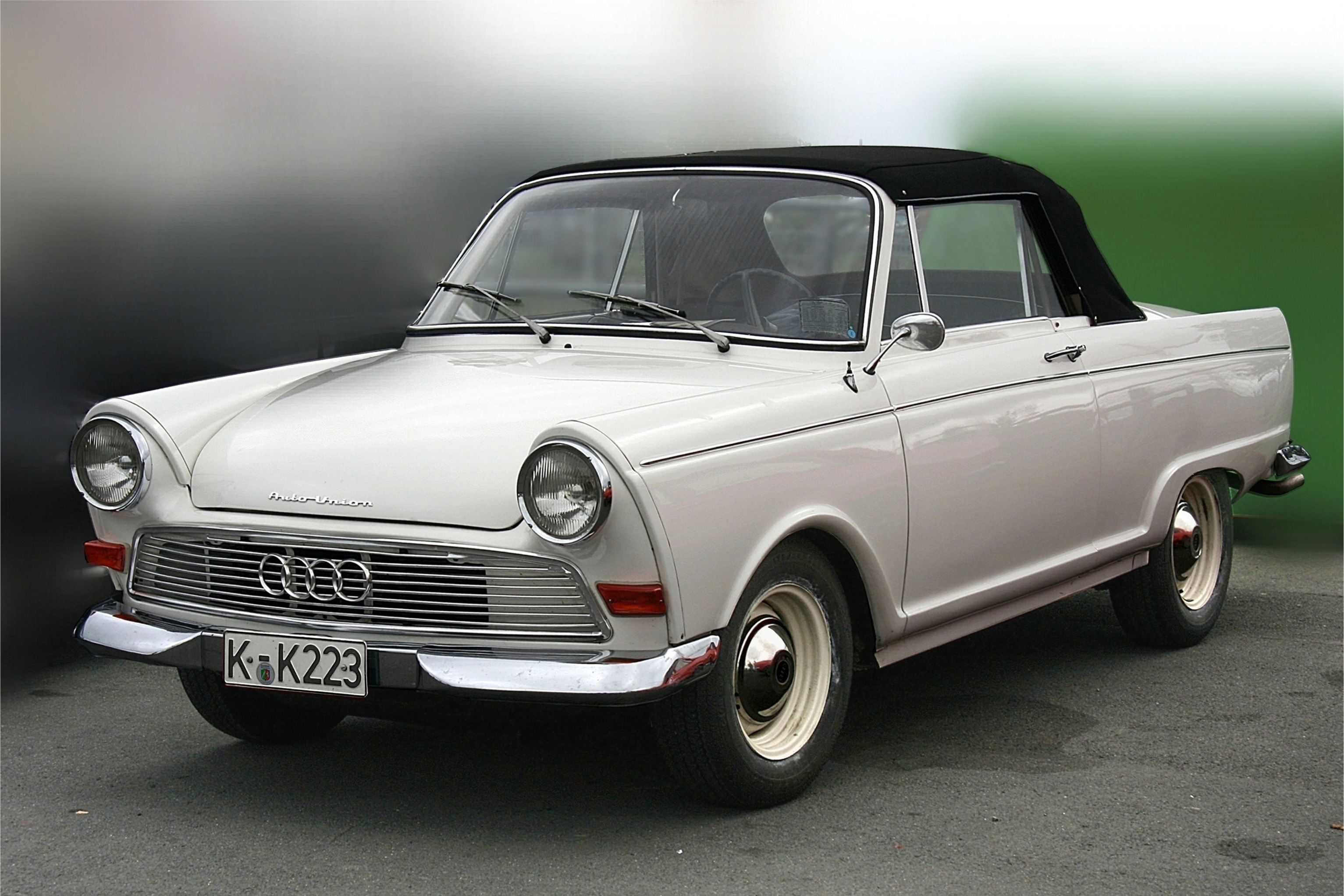
DKW F 12 Roadster
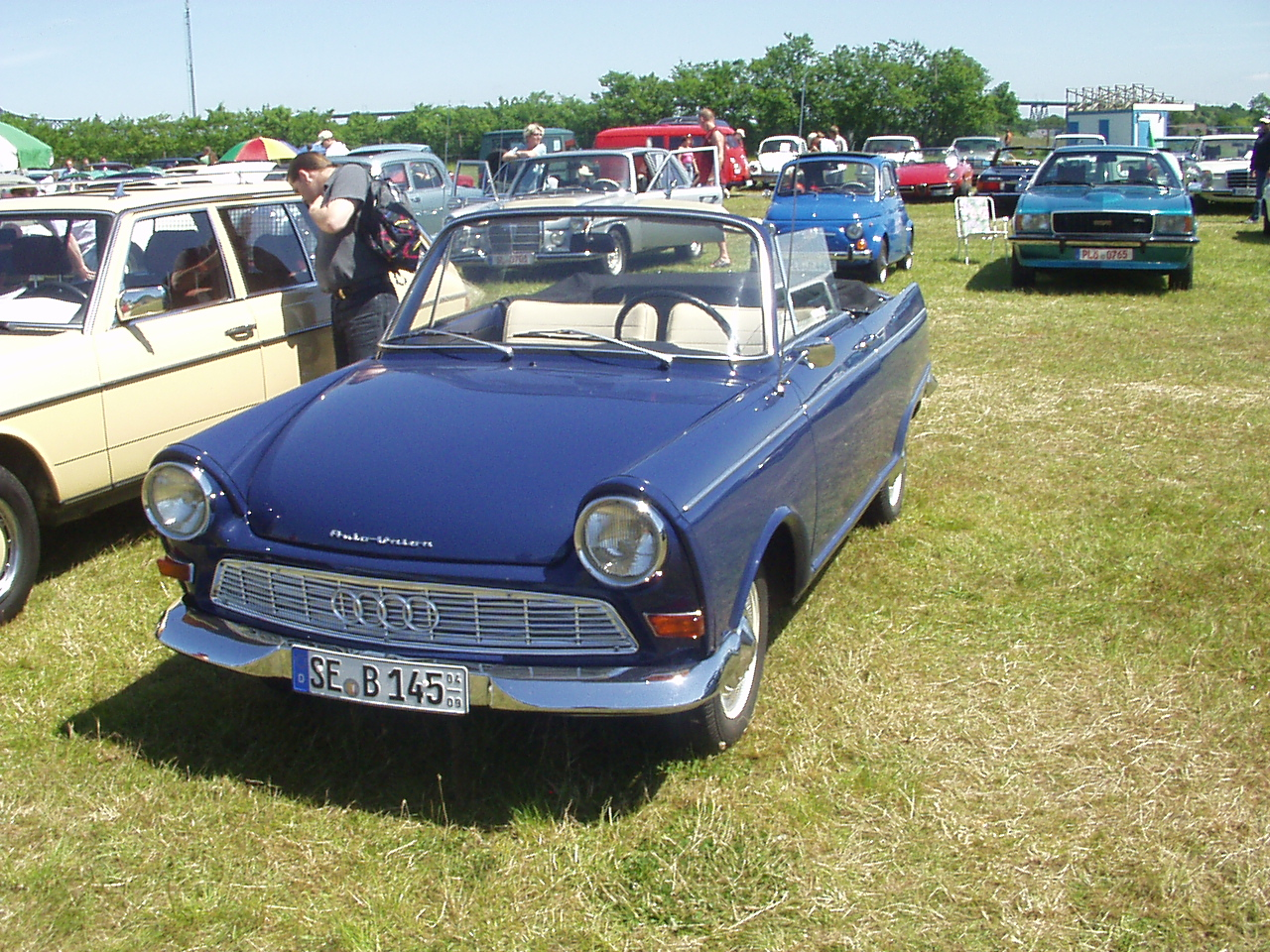
DKW F 12 Roadster mit geöffnetem Dach
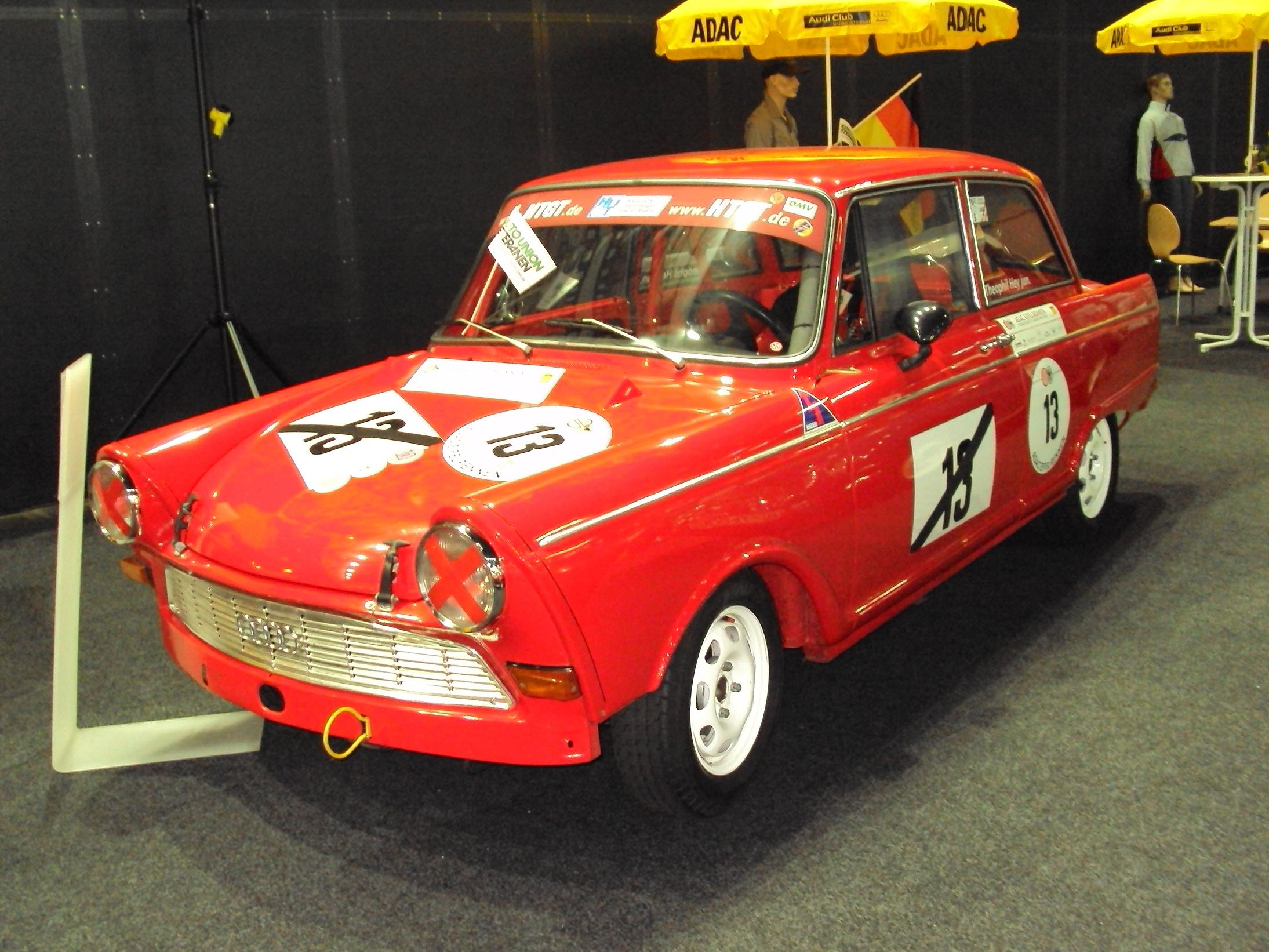
DKW F 12
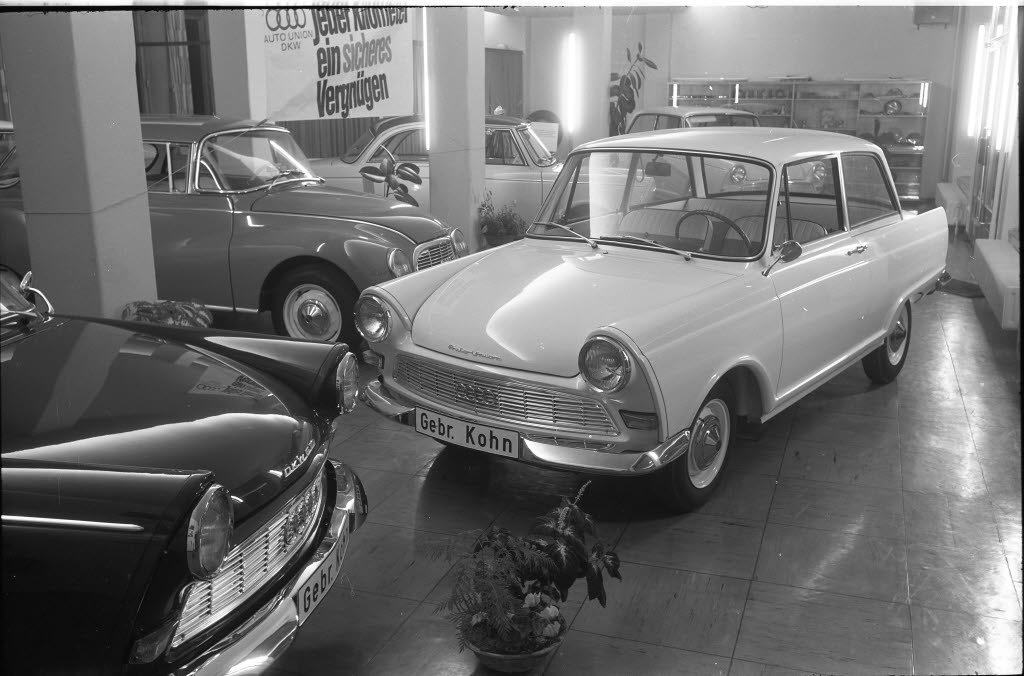
Autohaus DKW Gebrüder Kohn

### F 12
Der DKW F 12 wurde im Januar 1963 vorgestellt. Technische Verbesserungen waren ATE-Dunlop-Scheibenbremsen für die Vorderräder, die an den Getriebeausgangswellen angeordnet waren, Querstabilisator an der Vorderachse und Heizung mit Wärmetauscher und Gebläse. Der verwindungssteife Kastenprofilrahmen wurde beibehalten, jedoch mit um 75 mm verlängertem Radstand. Die Dachpartie wurde hinten angehoben und mit einer unauffälligen Abrisskante versehen, sodass sich die Fahrzeughöhe um 50 mm vergrößerte, Front- und Heckscheibe wurden vergrößert. Weiterhin wurden Kühlergrill und Rückleuchten vergrößert. Auf Wunsch wurde der F 12, wie auch schon der Junior, mit Zweifarbenlackierung geliefert.
Angetrieben wurde der F 12 von einem Dreizylinder-Zweitaktmotor mit 889 cm³ Hubraum, 40 PS, mit Frischölautomatik, der den Wagen knapp 125 km/h schnell machte. Das Gaspedal hatte durch eine Biegefeder einen Druckpunkt, der den Eintritt in den Volllastbereich signalisierte und so zur Einsparung von Kraftstoff beitrug. Ab Februar 1965 wurde die höher verdichtende 45-PS-Variante des 900er-Motors eingebaut, was die Fahrleistungen geringfügig steigerte. Diese Ausführung hatte serienmäßig ein Getriebe mit Freilauf, um das unangenehme Ruckeln im Schiebebetrieb – bei Gaswegnahme – zu vermeiden.
Ein Kritikpunkt blieb das wartungsintensive Fahrwerk, das alle 10.000 km ein Abschmieren an 40 Stellen erforderte. Mit Serienbeginn des F 12 führte die Auto Union großzügige Garantiebestimmungen ein, unter anderem zwei Jahre Garantie ohne Kilometerbeschränkung auf Motor, Getriebe und Differential.
Die Produktion des F12 wurde nach der Übernahme durch das Volkswagenwerk im Sommer 1965 eingestellt.

### F 12 Roadster
Der DKW F 12 Roadster, ein Cabriolet mit dem 45-PS-Triebwerk, wurde im September 1963 vorgestellt und von Anfang 1964 bis Anfang 1965 in einer kleinen Serie von Baur Karosserie- und Fahrzeugbau in Stuttgart produziert.

### F 11
Der gleichzeitig mit dem DKW F 102 im August 1963 vorgestellte Wagen war eine vereinfachte, preiswertere Ausführung des DKW F 12 mit dessen Karosserie, aber technisch ein einfacher Junior de Luxe mit einem 34 PS (25 kW) starken Motor mit 796 cm³ Hubraum. Der F 11 wurde bis zum Juni 1965 angeboten.

### Ende der Zweitakt-Ära
Im Frühsommer 1965 erwarb Volkswagen das Auto Union-Geschäft von Daimler Benz: Die Produktion der Zweitakt-DKWs wurde fast sofort eingestellt. Auf dem Markt hatten die DKWs zunehmend Schwierigkeiten, mit ähnlich großen, leistungsstärkeren Viertaktmotoren von Volkswagen und neuerdings auch von Opel zu konkurrieren. Die störanfällige Frischölautomatik ruinierte das Image von DKW und führte zu zahlreichen Motorschäden auch innerhalb des Garantiezeitraumes, sodass das Unternehmen an den Rand einer Insolvenz geriet. Damit endete der Bau von Pkw mit Zweitaktmotor in Westdeutschland. Der Geländewagen DKW Munga wurde noch bis Dezember 1968 für die Bundeswehr gebaut. Ab Ende 1965 baute das früher von der Auto Union kontrollierte Werk Autos mit Audi-Emblem und Vierzylinder-Viertaktmotoren, die vor dem Eigentümerwechsel in Zusammenarbeit mit Mercedes-Benz entwickelt wurden.

## Technische Daten
| Modellvariante        | F 11                          | F 12                          | F 12 Roadster                            | F 12 (45 PS)                             |
| --------------------- | ----------------------------- | ----------------------------- | ---------------------------------------- | ---------------------------------------- |
| Bauzeitraum           | 1963–1965                     | 1963–1965                     | 1964                                     | 1965                                     |
| Aufbauten             | L2                            | L2                            | Cb2                                      | L2                                       |
| Motor                 | 3 Zylinder in Reihe, Zweitakt | 3 Zylinder in Reihe, Zweitakt | 3 Zylinder in Reihe, Zweitakt            | 3 Zylinder in Reihe, Zweitakt            |
| Bohrung × Hub         | 70,5 mm × 68 mm               | 74,5 mm × 68 mm               | 74,5 mm × 68 mm                          | 74,5 mm × 68 mm                          |
| Hubraum               | 796 cm³                       | 889 cm³                       | 889 cm³                                  | 889 cm³                                  |
| Nennleistung          | 34 PS (25 kW) bei 4300/min    | 40 PS (29,4 kW) bei 4300/min  | 45 PS (33,1 kW) bei 4500/min             | 45 PS (33,1 kW) bei 4500/min             |
| Drehmoment            | 71,1 Nm bei 2500/min          | 78,5 Nm bei 2250/min          | 78,5 Nm bei 2500/min                     | 78,5 Nm bei 2500/min                     |
| Verdichtung           | 7,25–7,5 : 1                  | 7–7,25 : 1                    | 7,25–7,5 : 1                             | 7,25–7,5 : 1                             |
| Kraftstoffverbrauch   | 9,5 l/100 km                  | 10 l/100 km                   | 10 l/100 km                              | 10 l/100 km                              |
| Getriebe              | 4-Gang mit Lenkradschaltung   | 4-Gang mit Lenkradschaltung   | 4-Gang mit Lenkradschaltung und Freilauf | 4-Gang mit Lenkradschaltung und Freilauf |
| Höchstgeschwindigkeit | 116 km/h                      | 124 km/h                      | 128 km/h                                 | 127 km/h                                 |
| Leergewicht           | 730 kg                        | 750 kg                        | 740 kg                                   | 770 kg                                   |
| zul. Gesamtgewicht    | 1120 kg                       | 1120 kg                       | 1020 kg                                  | 1140 kg                                  |
| Elektrik              | 6 Volt                        | 6 Volt                        | 6 Volt                                   | 6 Volt                                   |
| Länge                 | 3968 mm                       | 3968 mm                       | 3968 mm                                  | 3968 mm                                  |
| Breite                | 1575 mm                       | 1575 mm                       | 1575 mm                                  | 1575 mm                                  |
| Höhe                  | 1453 mm                       | 1453 mm                       | 1375 mm                                  | 1453 mm                                  |
| Radstand              | 2250 mm                       | 2250 mm                       | 2250 mm                                  | 2250 mm                                  |
| Spur vorn / hinten    | 1200 mm / 1280 mm             | 1200 mm / 1280 mm             | 1200 mm / 1280 mm                        | 1200 mm / 1280 mm                        |
| Wendekreis            | 10,7 m                        | 10,7 m                        | 10,7 m                                   | 10,7 m                                   |
| Reifengröße           | 5.50–13"                      | 5.50–13"                      | 5.50–13"                                 | 5.50–13"                                 |

- L2 = 2-türige Limousine
- Cb2 = 2-türiges Cabriolet

## Quelle
- Werner Oswald: Deutsche Autos 1945–1990. Band 4, 1. Auflage, Motorbuch-Verlag, Stuttgart 2001, ISBN 3-613-02131-5.